# Balt-Orient-Express
Der Balt-Orient-Express war ein internationaler Schnellzug, der vom Ende der 1940er Jahre an im Einsatz war. Ursprünglich fuhr der Zug als Teil des Orient-Express-Netzwerkes zwischen Schweden und Istanbul, nach und nach wurde der Zuglauf verkürzt. Ab 1962 verkehrte der Zug zwischen Berlin mit Kurswagen aus Leipzig und der rumänischen Hauptstadt Bukarest (Bucureşti). Den Namen Balt-Orient-Express behielt er bis zur Einstellung des Zuglaufes im Jahre 1995 bei, obwohl er beide namensgebende Regionen, die Ostsee und den Orient, nicht mehr erreichte.

## Geschichte
Bereits seit 1888 verband der Orient-Express Paris mit Konstantinopel, heute Istanbul. Nach und nach ergänzten diesen Zug weitere Züge und Kurswagen zwischen anderen Teile Europas und dem Balkan sowie der Türkei. Der bekannteste dieser Züge war der Simplon-Orient-Express zwischen Istanbul und Paris/Calais über Venedig. Des Weiteren waren Istanbul, Athen und Bukarest bis zum Zweiten Weltkrieg mit Städten wie Berlin, Prag oder Warschau direkt verbunden. Nach Ausbruch des Krieges wurden 1940 diese Züge eingestellt.
Nach dem Zweiten Weltkrieg lebte die Tradition der Züge schrittweise wieder auf. Orient-Express und Simplon-Orient-Express verkehrten wieder. 1948 wurde der Balt-Orient-Express eingeführt, der Teil einer Verbindung von Stockholm nach Istanbul sein sollte. Ursprünglich verkehrte er zwischen Stockholm und Belgrad. Deutschland wurde dabei umfahren, der Zug fuhr über den polnischen Oderhafen Swinemünde, Posen und Žilina. Kurswagen führte der Zug einerseits von Prag und Warschau, andererseits nach Istanbul. Ein Jahr später bekam der Zug auch für eine kurze Zeit Kurswagen von Berlin über Poznań nach Bukarest  bevor er bis 1957 generell über Bukarest nach Sofia statt über Belgrad fuhr. 1951 gab es für den Verkehr aus der DDR einen eigenen, unbenannten Zug Warnemünde – Berlin – Dresden – Budapest – Bukarest.
Seit 1955 ging die Route des Balt-Orient-Express nicht mehr über Polen, sondern über die DDR via Saßnitz, Berlin und Dresden.  Ab 1959 begann der Zug erst in Berlin. Der Zug verkehrte bis 1961 von Berlin nach Budapest, von wo ein Teil des Zuges weiter in Richtung Bukarest fuhr, ein anderer über Belgrad nach Sofia. Von Belgrad nach Sofia wurden die Kurswagen aus Berlin im Tauern-Express befördert, der auch Wagen nach Istanbul führte.
Nachdem der Eiserne Vorhang zwischen beiden Teilen Europas immer undurchlässiger wurde, konnte 1962 das System der Orient-Express-Züge nicht mehr aufrechterhalten werden. Der Balt-Orient-Express fuhr fortan zwischen Berlin und Bukarest über Prag, Bratislava und Budapest, bei diesem Zuglauf blieb es bis zur Einstellung des Zuges 1995.

## Der Zug seit 1962

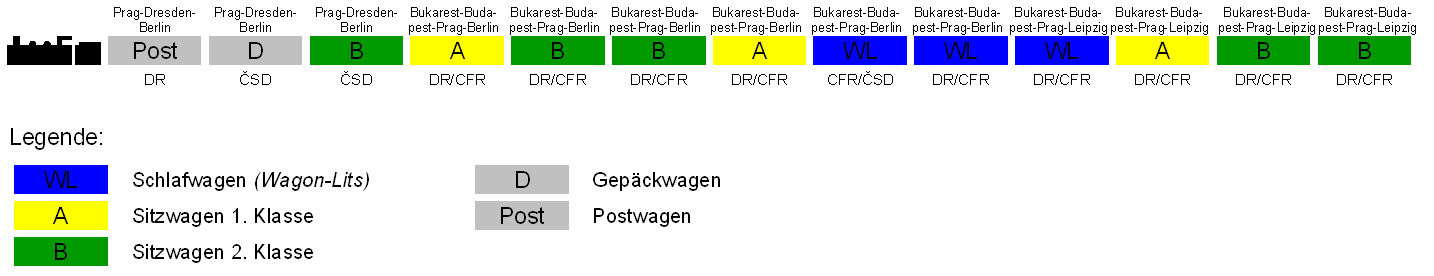
Zugbildung des Balt-Orient-Express im Fahrplan 1975/76, Abschnitt Prag–Dresden

Seit 1962 diente der Zug vor allem der Verbindung aus der DDR und der Tschechoslowakei nach Ungarn und Rumänien. Er verkehrte zwischen Berlin und Bukarest, für den Verkehr in Richtung Belgrad und Sofia wurden gesonderte Züge eingesetzt. Bis auf kurzzeitige Ausnahmen führte der Zug eine Kurswagengruppe von und nach Leipzig Hauptbahnhof. Mangels geeignetem Zubringer ging diese in Dresden Hauptbahnhof jahrelang in den 1970er und 1980er Jahren auf den an allen Unterwegsbahnhöfen haltenden Personenzug 3720 über.
In den 1970er und 1980er Jahren betrug die Reisezeit zwischen Berlin und Bukarest je nach Richtung 33 oder 34 Stunden, was einer durchschnittlichen Reisegeschwindigkeit von etwa 56 km/h entspricht. Der Zug in Richtung Rumänien startete am späten Abend, gegen Mitternacht, in Berlin und kam am Vormittag in Bukarest an, so dass Reisende auf der Gesamtstrecke zwei Nächte im Zug verbrachten. Der Zug aus der Gegenrichtung erreichte Berlin am frühen Morgen.
Die Wagen des Zuges stammten aus den verschiedenen vom Zug bedienten Ländern. Hauptsächlich vertreten waren die damalige ČSD und die CFR sowie die MÁV. Ebenfalls mit in der Zugkomposition eingereiht waren Wagen der BDŽ sowie in der letzten Zeit häufig Wagen der DR. Der Zug führte Sitz-, Schlaf- und Liegewagen.
In den Sommermonaten war der Zug wie auch ähnliche Züge (Pannonia-Express Berlin–Sofia, Hungaria, Berlin–Budapest, Trakia Leipzig–Varna) stark nachgefragt. Von der Tschechoslowakei und Ungarn sowie auch Rumänien aus war er platzkartenpflichtig.

## Rezeption
Der Zug ist Schauplatz des Kriminalromans Kennwort Balt-Orient (im Original Případ Balt-Orient) des tschechischen Autors Ivo Milan Jedlička. Das Buch handelt von einem Mord im Zug in der Zeit kurz vor dem Bau der Berliner Mauer im August 1961. Der 1990 gedrehte Kriminalfilm Allianz für Knete aus der Reihe Polizeiruf 110 handelt von Diebstählen in den Kurswagen aus dem Balt-Orient-Express im Personenzug nach Leipzig.